# Duracell
Duracell (рус. Дюрасэлл) — торговая марка бытовых гальванических элементов, батарей, аккумуляторов. Выпускаются с 1930 года в городе Бетел, США; в настоящее время выпускаются на заводах в разных точках мира. Кроме того, текущий владелец торговой марки Duracell владеет также торговой маркой Procell — под ней выпускаются элементы питания для профессионального использования. Duracell занимает около четверти рынка элементов питания, в то же время их популярность снижается из-за всё большего распространения устройств на аккумуляторах других производителей.

## Продукция
«Duracell» выпускает гальванические элементы основных типоразмеров, таких как AAA, AA, C, D, батареи типа «Крона». Также, выпускаются намного более редкие элементы типоразмеров AAAA (используются в основном для малогабаритных пейджеров, авторучек с фонариками и портативных измерителей уровня глюкозы в крови); кроме того, выпускается широкий модельный ряд миниатюрных элементов питания — для калькуляторов, наручных часов, слуховых аппаратов, CMOS материнских плат (CR2032) и других миниатюрных (в основном, медицинских) приборов.
«Duracell» также выпускает аккумуляторы.

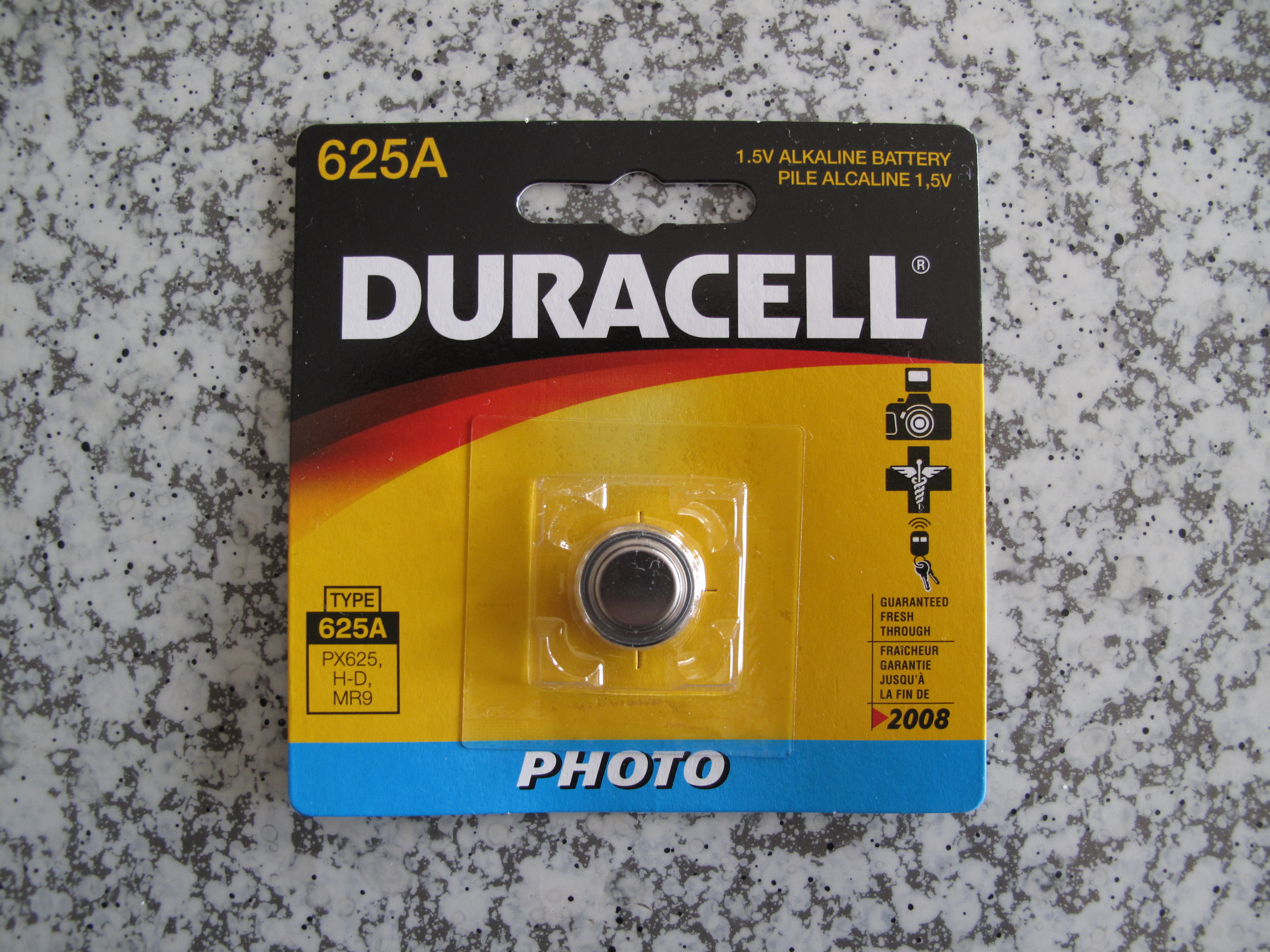
Марганцево-щелочной миниатюрный элемент питания типоразмера 625A
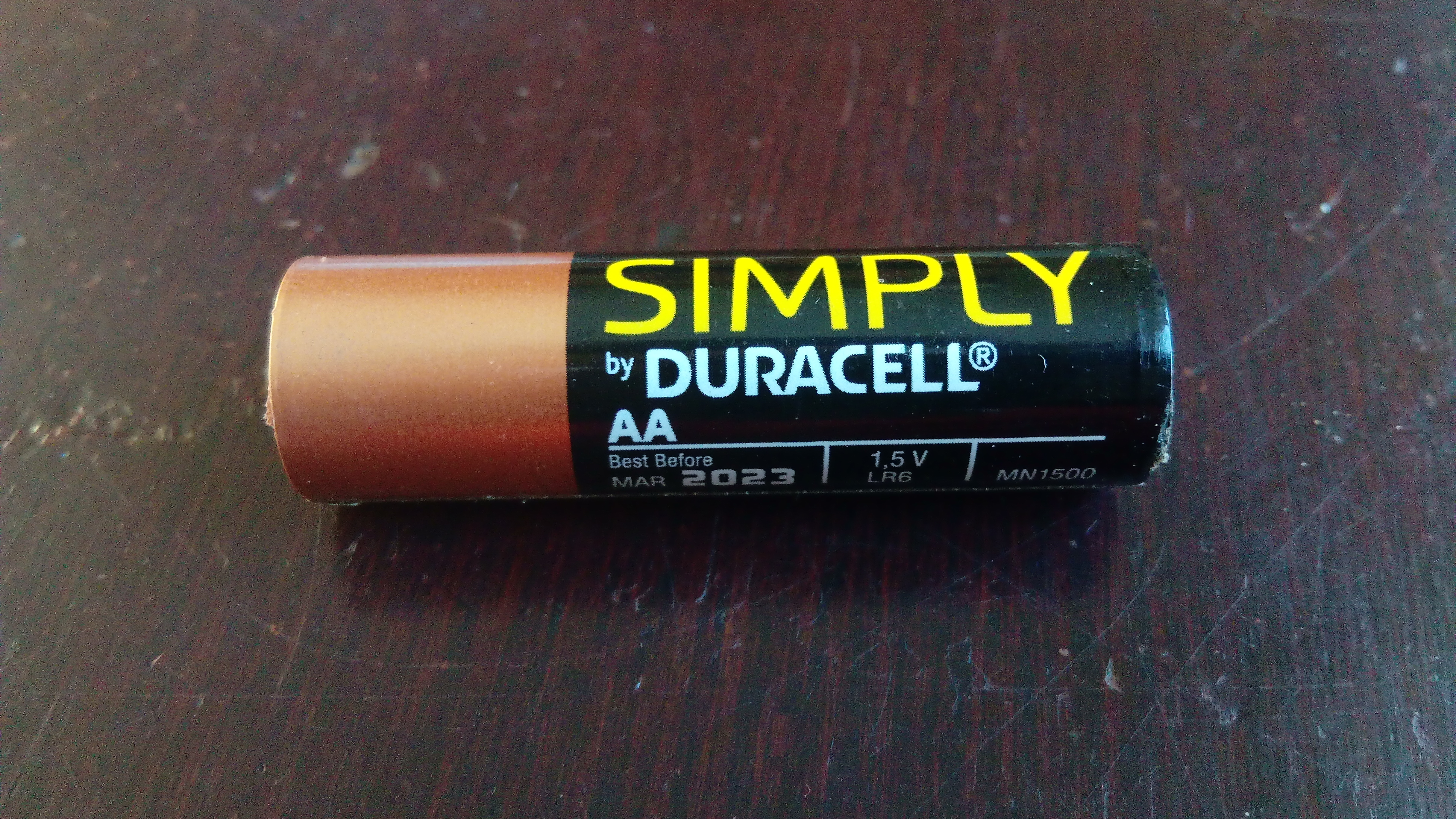
Щелочной гальванический элемент типоразмера АА (LR6)
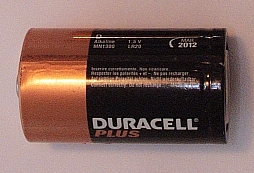
Щелочной гальванический элемент типоразмера D (LR20)
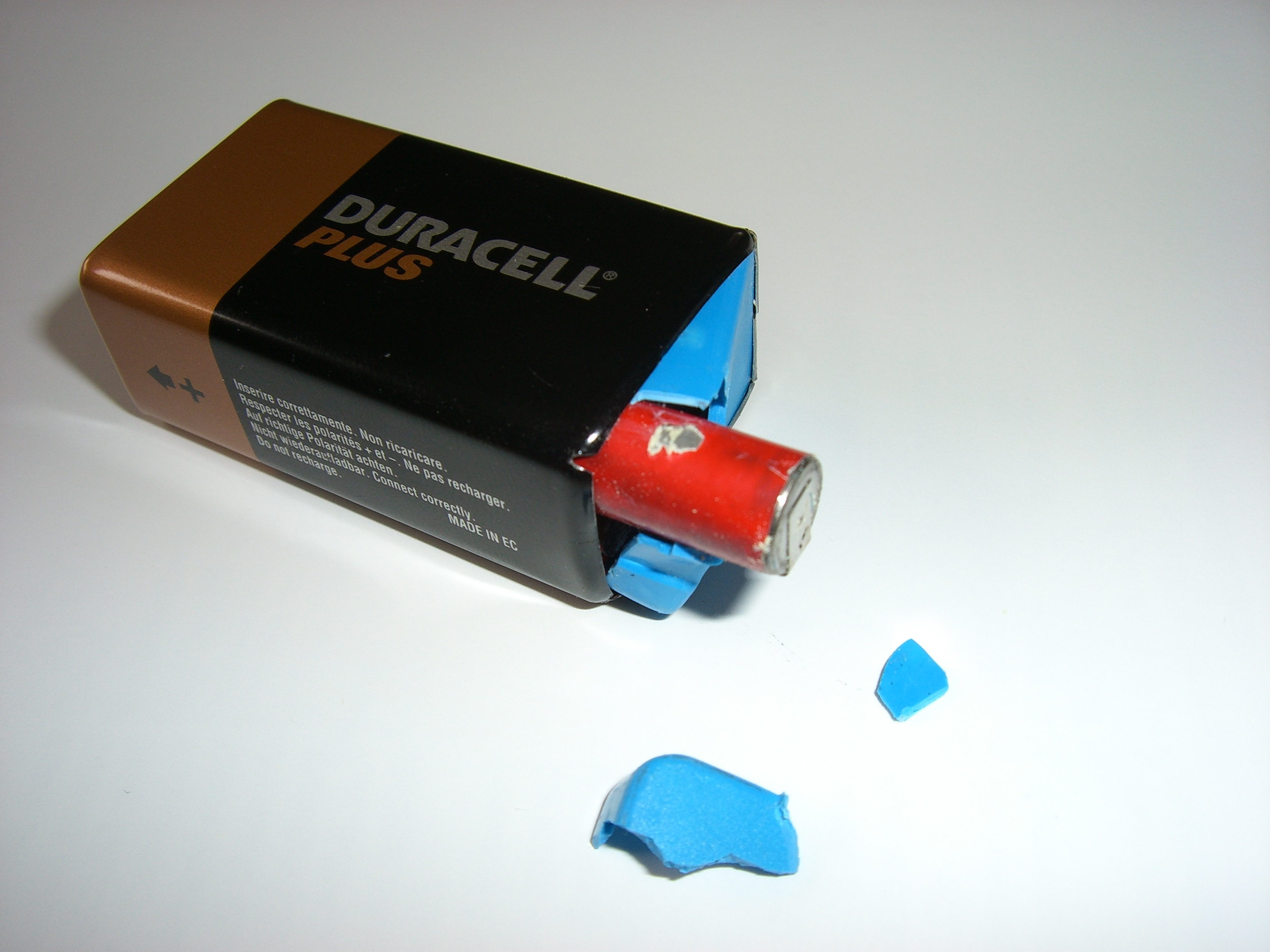
9-вольтовая батарея типа «Крона», состоящая из 6 элементов AAAA по 1,5 вольта
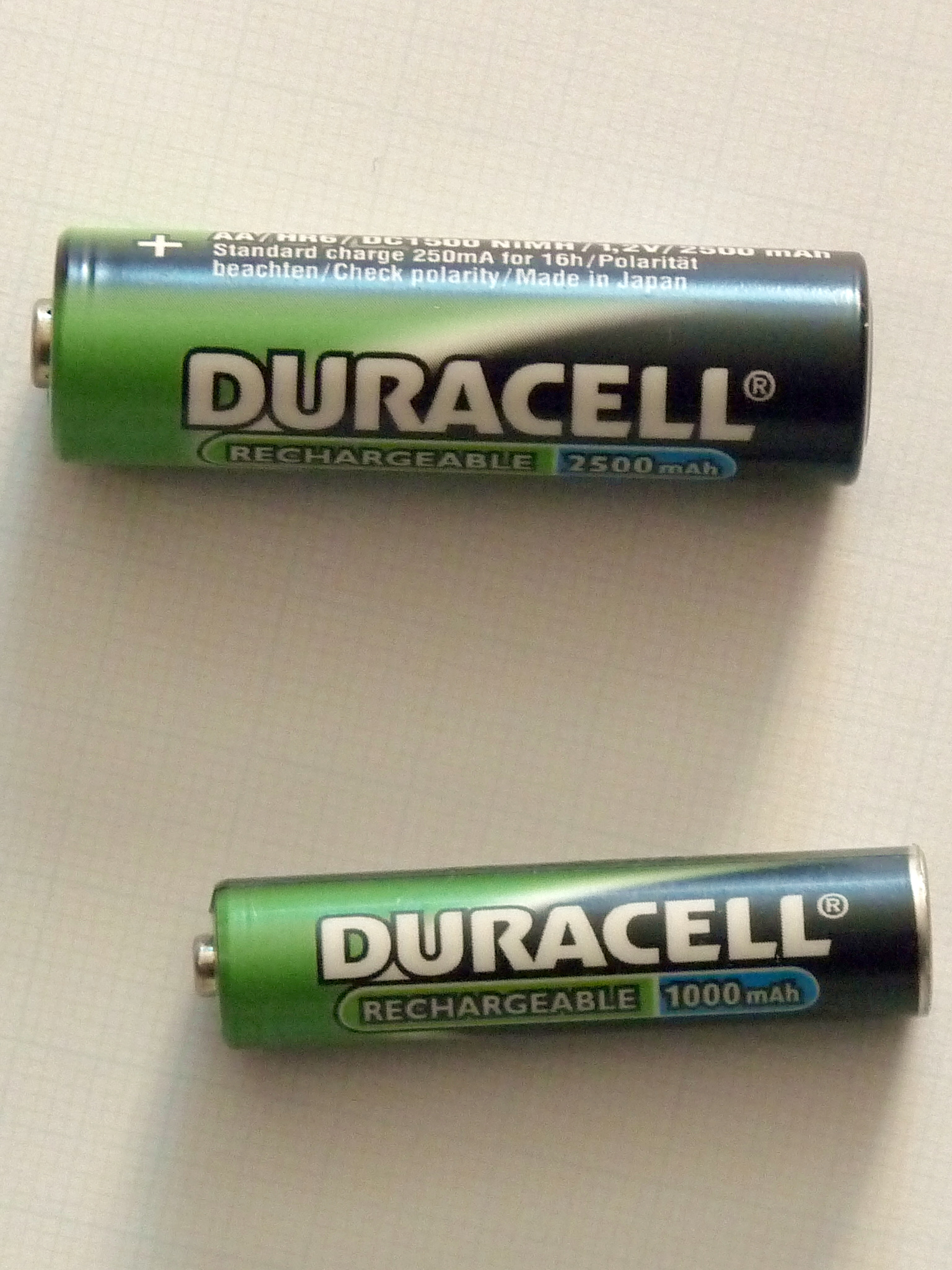
Никель-металлогидридные аккумуляторы типоразмеров AA и AAA

## История

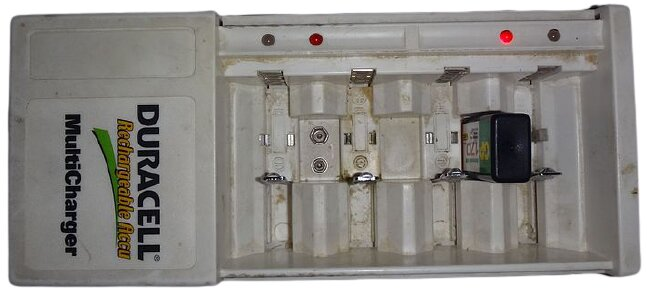
Зарядное устройство «Duracell» для зарядки как аккумуляторов типоразмеров АА и ААА (видны пружинные прижимы для них), так и аккумуляторных батарей типа «Крона». Во время зарядки горят светодиодные индикаторы

Компания «Duracell» появилась благодаря сотрудничеству учёного Сэмюэля Рубена и бизнесмена Филипа Роджерса Мэллори, начавшемуся в 1920-х годах. «P.R. Mallory Company» выпускала ртутные элементы питания для военной техники, которые по используемости опережали воздушно-цинковые элементы практически во всех областях применения. К 1970-м годам, когда стали явными отрицательные экологические и санитарные недостатки использования ртути, использование ртутных элементов практически прекратилось; на массовом рынке их заменили щелочные элементы.
В 1950-е годы компания «Kodak» стала выпускать на рынок фотоаппараты со встроенной вспышкой; технология требовала внедрения новых стандартов на элементы питания, и был разработан стандарт AAA.
В 1964 году слово «Duracell» было оформлено как бренд. Название является сокращением от слов durable cell (продолжительный по времени элемент питания).
«P.R. Mallory» была выкуплена компанией «Dart Industries» в 1978 году, потом она была слита с фирмой «Kraft Foods» в 1980 году. Kohlberg Kravis Roberts купила «Duracell» в 1988 году и годом позже сделала компанию публичной. В 1996 году бренд был выкуплен компанией Gillette, которая в 2005 году была поглощена транснациональной компанией «Procter & Gamble». В ноябре 2014 года было объявлено, что бренд будет передан компании «Berkshire Hathaway» в обмен на имеющиеся в собственности «Berkshire Hathaway» пакет акций (в 1,9 %) «Procter & Gamble». Завершение сделки планируется во второй половине 2015 года.
В 2016 году «Duracell» приобрела Компания «Berkshire Hathaway». «Duracell» продолжает фокусироваться на устойчивом развитии отрасли, разработке инноваций и создании долгосрочного качества для своих клиентов и потребителей. Бренд «Dynacharge» является также торговой маркой «Duracell».